# Nofim
Nofim (hebrejsky נוֹפִים, doslova „Výhledy“, v oficiálním přepisu do angličtiny Nofim) je izraelská osada vesnického typu na Západním břehu Jordánu v distriktu Judea a Samaří a v Oblastní radě Šomron (Samařsko).

## Geografie
Nachází se na v nadmořské výšce 400 metrů na západním okraji hornatiny Samařska, cca 21 kilometrů severovýchodně od města Petach Tikva, cca 9 kilometrů severozápadně od města Ariel, cca 44 kilometrů severozápadně od historického jádra Jeruzalému a cca 32 kilometrů severovýchodně od centra Tel Avivu.
Osada je na dopravní síť Západního břehu Jordánu napojena pomocí lokální silnice, která vede skrz sousední osadu Jakir a pak ústí na silnici číslo 5066, která vede jednak k severu k bloku izraelských osad Immanuel, Kedumim a Karnej Šomron, jednak k jihu, kde se napojuje na takzvanou Transsamařskou dálnici. Ta zajišťuje spojení jak s vnitrozemím Západního břehu Jordánu a s městem Ariel, tak s aglomerací Tel Avivu.
Nofim leží cca 10 kilometrů za Zelenou linií, která odděluje Izrael v jeho mezinárodně uznávaných hranicích. Nachází se v nevelkém ale územně souvislém bloku izraelských sídel na Západním břehu Jordánu, jehož součástí je v bezprostředním okolí ještě osada Jakir, se kterou stavebně prakticky srůstá, jižněji pak obce Revava, Barkan a Kirjat Netafim a dále na východě město Ariel (tzv. blok osad Guš Ari'el). Od dalších izraelských osad na severní straně (Immanuel, Kedumim a Karnej Šomron) je Nofim oddělena hlubokým údolím vádí Nachal Kana. V bližším okolí obce se pouze na jižní straně nachází i palestinské osídlení, a to vesnice Karawat Bani Hassan.

## Dějiny
Vesnice byla založena roku 1987. O možnosti zřízení nové osady v této oblasti se zmiňuje už vládní materiál izraelské vlády z 16. května 1982 (budoucí osada je v něm nazývána Jakir Bet. Měla výhledově mít kapacitu až 1 300 bytových jednotek. O založení osady na místě nynější obce Nofim se uvažovalo už v roce 1983. Snahy soukromého investora ale mimo jiné pro nedostatek peněz selhaly. Šlo o podnikatele Daniho Weimana, který se svou firmou začal připravovat novou osadu, ale poté, kdy zbankrotoval, se práce na několik let téměř zastavily. Přípravu zřízení nové obce mezitím zajišťoval Weimanův právní zástupce Dov Fischler.
Teprve v roce 1986 se tu usadily první dvě rodiny. Oficiální založení osady pak nastalo v roce 1987. Alternativně bývá obec nazývána Josefa též Josefija a Jakir-Li nebo Jakir-Bet.
Podle plánů z počátku 21. století měl být Nofim společně s okolním blokem osad, tvořeným obcemi Jakir, Karnej Šomron, Immanuel a dál k severovýchodu až k osadě Kedumim, zahrnut do Izraelské bezpečnostní bariéry. Vznikl by tak hluboký koridor vnikající západovýchodním směrem do centrálního Samařska. Tento koridor by probíhal paralelně s obdobným pásem izraelských sídel zahrnutých do bezpečnostní bariéry směrem k městu Ariel. Mezi oběma pásy by ovšem nebylo propojení. Obec Nofim by tak například ztratila spojení jižním směrem na osady Revava, Barkan a Kirjat Netafim. Dle stavu z roku 2008 ale nebyla bariéra v tomto úseku ještě postavena a ani nedošlo k definitivnímu stanovení její trasy. Bariéra byla místo toho zatím postavena v mnohem menším rozsahu daleko na západě, okolo obce Alfej Menaše. Budoucí existence Nofim, stejně jako mnoha dalších izraelských osad ve vnitrozemí Samařska, závisí na podmínkách případné mírové dohody s Palestinci.

## Demografie
Obyvatelstvo Nofim je v databázi rady Ješa popisováno jako sekulární. Podle údajů z roku 2014 tvořili naprostou většinu obyvatel Židé (včetně statistické kategorie "ostatní", která zahrnuje nearabské obyvatele židovského původu ale bez formální příslušnosti k židovskému náboženství). Jde o menší obec vesnického typu. K 31. prosinci 2014 zde žilo 549 lidí. Během roku 2014 registrovaná populace stoupla o 18,3 %.
Ze současných cca 120 rodin by se populace Nofim měla výhledově zvýšit až na 2000 rodin (podle jiného údaje 2100 bytových jednotek), což by z osady učinilo sídlo městského typu, jedno z největších v tomto regionu. Těmto ambicím ale zatím neodpovídá vývoj počtu obyvatel, který od počátku 21. století spíše stagnuje.
| Rok            | 1992 | 1993 | 1994 | 1995 | 1996 | 1997 | 1998 | 1999 | 2000 |
| -------------- | ---- | ---- | ---- | ---- | ---- | ---- | ---- | ---- | ---- |
| Počet obyvatel | 223  | 261  | 270  | 286  | 309  | 323  | 343  | 362  | 385  |

| Rok            | 2001 | 2002 | 2003 | 2004 | 2005 | 2006 | 2007 | 2008 | 2009 | 2010 | 2011 | 2012 | 2013 | 2014 |
| -------------- | ---- | ---- | ---- | ---- | ---- | ---- | ---- | ---- | ---- | ---- | ---- | ---- | ---- | ---- |
| Počet obyvatel | 388  | 398  | 402  | 414  | 400  | 409  | 406  | 410  | 409  | 421  | 435  | 437  | 464  | 549  |